# Tularia
Tularia bractea
Genre
Espèce
Synonymes
- Cuthona bractea Burn, 1962[1]

Tularia est un genre de mollusques gastéropodes marins de la famille des Apataidae. Il ne comporte qu'une seule espèce, Tularia bractea (Burn, 1962).

## Systématique
Le genre Tularia a été créé en 1966 par Robert F. Burn (d), malacologiste australien né en 1937.

## Publication originale
- (en) Robert Burn, « Descriptions of Victorian nudibranchiate Mollusca, with a comprehensive review of the Eolidacea », Memoirs of the National Museum of Victoria, vol. 25,‎ 1962, p. 95-128 (ISSN 0083-5986, lire en ligne, consulté le 14 mars 2016).